# Лампочка Ильича
«Лампочка Ильича» —  образное название первых бытовых ламп накаливания в домах крестьян и колхозников в Советской России и СССР. 

## История появления
Словосочетание появилось после поездки В. И. Ленина в деревню Кашино в 1920 году по случаю запуска местной электростанции с разводной сетью, выполненной из старых телеграфных проводов. 14 ноября жители деревни принимали у себя Ленина и Н. К. Крупскую по случаю открытия электростанции.  

В частности, их письмо гласило:  
«…покорнейше просим прибыть, разделить ту радость, которую мы ощущаем при виде электрического освещения в крестьянских халупах, о котором при власти царей крестьяне не смели думать. Ваше присутствие весьма желательно…» 
Об этой поездке писали газеты, о ней говорил Ленин на VIII съезде РКП(б), и этот сюжет стал вдохновляющей «историей успеха» снабжения деревни электричеством для многих населенных пунктов по всему СССР.

## Использование термина в СССР
Первоначально понятие «лампочка Ильича» относилось к электрификации СССР (см. ГОЭЛРО), особенно сельской местности. Отождествление Ленина с самим электричеством и новым электрическим светом обыгрывалось в визуальной массовой культуре. 
В 1920–1930-х гг. можно найти рассказы, сказки, пьесы, где обыгрывается «электрическая трансформация» деревни. В этих текстах в игровой форме рассказывается принцип работы электроприборов, а также объясняются недостатки (а в некоторых случаях – пороки) других видов освещения. История поездки стала основой для детского рассказа А. Кононова, одна из последних фраз которого: «Вот и загорелась у нас лампочка Ильича…». В пьесе В. Карина «Лампочка Ильича» осветительные технологии прошлого – лучина, газовый фонарь, огниво и керосиновая лампа представлены как «бывшие люди». В пьесе Р. Акульшина выражение «лампочка Ильича» означает личный приказ Ленина «Осветить мужика электричеством – и корову, и лошадь мужицкую”. Потому и лампочки эти называются Ильичевыми».
В публицистике, текстах, пропагандирующих электрификацию, в художественной литературе, подчеркивая роль Ленина, электрический свет называли не только «лампочкой Ильича», но также «ленинским светом», «благодатным ленинским светом, «светом Ильича». В издававшихся в советское время сборниках «пословиц советского народа» приводилась следующая фраза-противопоставление дореволюционного и советского периодов: «Была коптилка да свеча — теперь лампа Ильича».
На плакатах, посвященных электрификации, очень часто можно было увидеть портрет Ленина. В брошюре об истории кашинской электростанции крестьянин рассказывает о своих воспоминаниях и встрече с Лениным в своей избе, а за спиной у него стоит письменный стол, заваленный чертежами (что крайне необычно для деревни), а на стене висит плакат «Ленин на земном шаре стоит и показывает в будущее». Тема электрификации также становилась сюжетом палехских миниатюр. Например, одна из сторон ларца художника В. Ковалева «Песня о Ленине» (1969) расписана на тему открытия кашинской электростанции. 
Немало примеров и буквального отождествления образа Ленина и электрического света. В книге Татьяны Тэсс «Марш молодых» с фотомонтажами С. Сенькина есть изображение, на котором огромная лампа накаливания, а по контуру колбы – надпись «Комсомол — шеф электрификации», а внутри лампы – пластина в форме фигуры Ленина. В виртуальном музее современной истории России есть экспонат – лампочка с нитью накаливания в форме силуэта Ленина, сделанная рабочими электролампового завода в честь XII Съезда Российской коммунистической партии в 1923 году.
В фильмах Дзиги Вертова также визуально обыгрывается тема электрификации как воплощения ленинского гения. В фильме «Одиннадцатый», полностью посвященном электрификации и энергетике, падающий поток воды на Волховской ГЭС накладывается на изображение бюста Ленина, «глядящего, как призрак, с одобрительным видом на достижения наследников». В одном из финальных эпизодов фильма «Шагай, Совет!» оратор в сельском клубе с энтузиазмом рассказывает об установке «лампочек Ильича», после чего появляется надпись «ЛЕНИН», составленная из электрических лампочек на стене здания. Следуют кадры похорон вождя, а затем – в финале – перемежающиеся титры «каждая электрическая лампочка», «каждая машина», «каждый новый станок», «продолжает дело Ленина». При этом титры слова «лампочка Ильича» чередуются с изображением ламп накаливания. 
Также стала символичной одноимённая фотография Аркадия Шайхета, сделанная им в 1925 году и опубликованная в «Огоньке» в составе серии снимков, посвящённых завершению строительства Шатурской ТЭЦ.

## Современное значение

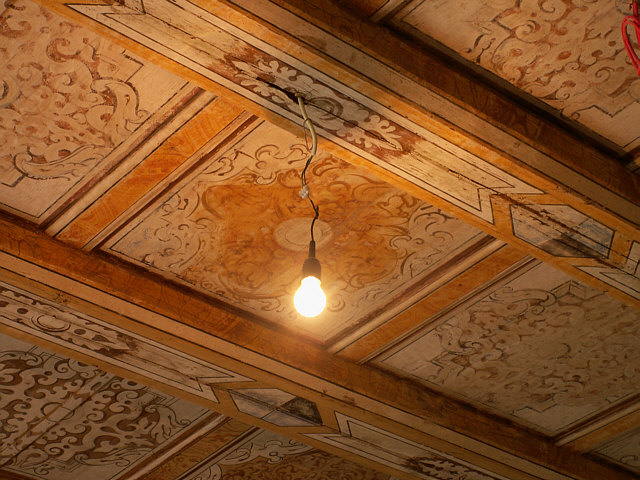
За́мок освещён «лампочкой Ильича»

В современной языковой культуре данный фразеологизм, как и многие другие советизмы, сохранился и приобрёл новые значения , стал разговорным синонимом лампы накаливания. Так, сегодня определение классической «лампочки Ильича» представляет собой бытовую лампу накаливания, патрон которой подвешен к потолку за провод и свободно свисает. Плафон отсутствует. В те годы электрический выключатель находился в корпусе патрона, электропроводка выполнялась двухжильным витым проводом, электрическая изоляция каждого провода резиновая, с нитяной оплёткой. Электропроводка крепилась по деревянным стенам на фарфоровых роликовых изоляторах.